# Vincenzo Casoli
Vincenzo Casoli (Asti, 5 settembre 1864 – Coazze, 12 luglio 1943) è stato un magistrato e politico italiano.
Si dedica inizialmente all'insegnamento della filosofia nei licei classici. Dopo una sola esperienza nell'anno scolastico 1887-1888 si dimette ed entra nell'ordine giudiziario; è stato sostituto procuratore a Pinerolo, giudice a Reggio Emilia e Torino, consigliere di corte d'appello a Torino e Trani. Ha svolto incarichi per conto del Ministero di grazia e giustizia ed è stato segretario capo della Presidenza del Consiglio dei ministri e membro del Consiglio superiore della magistratura.